# Pterogonium catenulatum
Pterogonium catenulatum là một loài Rêu trong họ Leucodontaceae. Loài này được (Brid. ex Schrad.) Schleich. mô tả khoa học đầu tiên năm 1807.